# Oliver Jackson-Cohen
Oliver Mansour Jackson-Cohen (Westminster, Londres, c. desembre del 1986) és un actor i model anglès.

## Primers anys
Jackson-Cohen va néixer a Westminster, Londres. La seva mare, Betty Jackson, és una dissenyadora britànica, i el seu pare, David Cohen, d'origen franco-israelià, és el soci de la seva mare. A causa dels seus orígens francesos, va assistir a classes al Lycée Français Charles de Gaulle de Londres, afirmant que, per aquest motiu, té un lleuger accent francès.
Després d'acabar l'escola, Oliver es va sentir atret per l'actuació, però més com a hobby que com a carrera professional. Després d'un paper al Lyric Theatre va aconseguir un agent, començant a realitzar audicions, demanant una plaça a l'escola d'arts dramàtiques de Nova York. Aviat va aconseguir el seu paper.
També va estudiar amb Michael Luggio a la Malisa Theatre Academy. Oliver assistia a la Youngblood Theatre Company els caps de setmana, i amb quinze anys va realitzar un petit paper a Hollyoaks. Després de l'escola, va iniciar una llicenciatura en literatura francesa, que va abandonar a les dues setmanes. Aviat va trobar un treball netejant vasos per un florista per ajudar econòmicament mentre anava d'audició en audició.

## Carrera
Va aconseguir un paper a la sèrie de televisió Hollyoaks quan tenia 15 anys, i va aparèixer, més tard, a la sèrie de la ITV Network The Time of Your Life el 2007. El 2008 va fer de Phillip White en l'adaptació de la BBC Lark Rise to Candleford i en el primer episodi de Bonekickers. També va itnerpretar en Marcus a The Rooftopsmiths de Helen Rowles, amb Natasha Freeman i Philip Marden. El 2009 va aparèixer en la pel·lícula Life and Death at 17, juntament amb Jennifer Lawrence i Richard Gere.
Va interpretar a Damon en la pel·lícula del 2010 Going the Distance, amb Drew Barrymore i Justin Long. També va realitzar la pel·lícula Faster interpretant Dwayne Johnson. El 2011, va interpretar el Príncep Guillem de Cambridge en la sèrie de televisió Funny or Die, amb Allison Williams com a la seva parella Kate Middleton. També va interpretar, en la minisèrie World Without End a Ralph.
També apareix a Mr Selfridge amb Jeremy Piven, on interpreta el paper de Roddy Temple. El 2013, Jackson-Cohen va aconseguir el paper de Jonathan Harker, un periodista, en la sèrie de televisió Dracula.

## Filmografia
| Any  | Títol                                  | Paper                   | Notes                                     |
| ---- | -------------------------------------- | ----------------------- | ----------------------------------------- |
| 2002 | Hollyoaks                              | Jean-Pierre             | TV series                                 |
| 2007 | The Time of Your Life                  | Marcus                  | Sèrie de TV (1 episodi: "Episodi No.1.4") |
| 2008 | Lark Rise to Candleford                | Philip White            | Sèrie de TV (8 episodis)                  |
| 2008 | Bonekickers                            | Colm                    | Sèrie de TV (1 episodi: "Army of God")    |
| 2008 | The Rooftopsmiths                      | Marcus                  |                                           |
| 2009 | Life and Death at 17                   |                         |                                           |
| 2010 | Going the Distance                     | Damon                   |                                           |
| 2010 | Faster                                 | Assassí                 |                                           |
| 2011 | Will & Kate: Before Happily Ever After | Guillem                 | Sèrie de TV (4 episodis)                  |
| 2011 | What's Your Number?                    | Eddie                   |                                           |
| 2012 | The Raven                              | John Cantrell           |                                           |
| 2012 | World Without End                      | Ralph                   | Sèrie de TV                               |
| 2013 | Mr Selfridge                           | Roderick (Roddy) Temple | Sèrie de TV                               |
| 2013 | Dracula                                | Jonathan Harker         | Sèrie de TV                               |